# Al-Husajnijja Tall Kalba
Al-Husajnijja Tall Kalba (arab. الحسينية تل كلبة) – miejscowość w Syrii, w muhafazie Idlib. W 2004 roku liczyła 2419 mieszkańców.